# Zach Panning
Zach Panning (Fort Wayne, 29 marzo 1995) è un maratoneta statunitense.

## Palmarès
| Anno | Manifestazione | Sede     | Evento   | Risultato | Prestazione | Note                                     |
| ---- | -------------- | -------- | -------- | --------- | ----------- | ---------------------------------------- |
| 2023 | Mondiali       | Budapest | Maratona | 13º       | 2h10'43"    | Miglior prestazione personale stagionale |

## Campionati nazionali
2018
- 9º ai campionati statunitensi, 10000 m piani - 29'23"97

2019
- 9º ai campionati statunitensi, 10000 m piani - 28'23"86
- 15º ai campionati statunitensi, 5000 m piani - 14'01"55
- 13º ai campionati statunitensi di 10 miglia su strada - 48'00"

2020
- Bronzo ai campionati statunitensi di 15 km su strada - 44'46"

2022
- 12º ai campionati statunitensi, 10000 m piani - 28'44"04
- 8º ai campionati statunitensi di 15 km su strada - 43'32"

2023
- 10º ai campionati statunitensi di corsa campestre - 29'06"
- 8º ai campionati statunitensi di 5 km su strada - 13'54"

2024
- 15º ai campionati statunitensi, 10000 m piani - 28'36"82
- 6º ai campionati statunitensi di maratona - 2h10'50"

## Altre competizioni internazionali
2021
- 11º alla Maratona di Chicago ( Chicago) - 2h15'04"

2022
- 11º alla Maratona di Chicago ( Chicago) - 2h09'28"

2024
- 10º alla Maratona di Chicago ( Chicago) - 2h09'16"

2025
- 32º alla Maratona di Boston ( Boston) - 2h16'47"